# Cantone di Saint-Astier
Il Cantone di Saint-Astier è una divisione amministrativa dell'arrondissement di Périgueux.
A seguito della riforma approvata con decreto del 21 febbraio 2014, che ha avuto attuazione dopo le elezioni dipartimentali del 2015, è passato da 12 a 11 comuni.

## Composizione
I 12 comuni facenti parte prima della riforma del 2014 erano:
- Annesse-et-Beaulieu
- La Chapelle-Gonaguet
- Coursac
- Grignols
- Jaure
- Léguillac-de-l'Auche
- Manzac-sur-Vern
- Mensignac
- Montrem
- Razac-sur-l'Isle
- Saint-Astier
- Saint-Léon-sur-l'Isle

Dal 2015 i comuni appartenenti al cantone sono i seguenti 11:
- Annesse-et-Beaulieu
- La Chapelle-Gonaguet
- Coursac
- Grignols
- Jaure
- Léguillac-de-l'Auche
- Manzac-sur-Vern
- Mensignac
- Montrem
- Saint-Astier
- Saint-Léon-sur-l'Isle